# Nicolás Massú
Nicolás Alejandro Massú Fried  (født 10. oktober 1979 i Viña del Mar, Chile) er en chilensk tennisspiller, der blev professionel i 1997. Han har igennem sin karriere vundet 6 single- og 1 doubletitel, og hans højeste placering på ATP's verdensrangliste er en 9. plads, som han opnåede i september 2004. Massús største sejr til dato kom, da han i 2004 vandt OL-guld i Athen.

## Grand Slam
Massús bedste Grand Slam-resultat i singlerækkerne kom ved US Open, hvor han nåede 4. runde i 2004.